# Belén Aguilera
Belén Aguilera Solana (Barcelona, 12 de septiembre de 1995) es una cantante y compositora española. Inició su carrera musical publicando covers en redes sociales con el nombre artístico The girl and the piano y se dio a conocer en programas como La Voz en 2016 y Operación Triunfo en 2017 respectivamente. Con su álbum debut, Como Ves, No Siempre He Sido Mía... (2020) consiguió atraer a público y crítica y consiguió posicionarte en le puesto número 9 en las listas de España.

## Trayectoria musical

### 2014–2018: Inicios y primeros sencillos
Comenzó su carrera musical en 2014, compartiendo versiones de canciones populares en Facebook bajo el seudónimo The Girl and the Piano. Esos covers, acompañadas de su piano, se volvieron virales y le permitió darse a conocer en la industria musical española. 
En 2016, participó en el programa La Voz España, donde llegó hasta la ronda de “Batallas” en el equipo de su coach Melendi. En 2017, Aguilera se presentó al casting de Operación Tirunfo 2017 junto a su amigo Raoul Vázquez aunque no fue seleccionada para participar en el programa. 
En 2018, también fue seleccionada para actuar como telonera en el concierto benéfico de Operación Triunfo 2017 en el Estadio Santiago Bernabéu. Ese mismo año, actuó en el festival Coca-Cola Music Experience on the Beach, ante más de 75.000 espectadores.
En septiembre de 2018 lanzó su primera canción «Tus monstruos». Una reedición de la canción, fue lanzada en diciembre de ese mismo año, en colaboración con Raoul Vázquez.

### 2019–2020:Como Ves, No Siempre He Sido Mía…
En mayo de 2019 publicó su primer EP Dormida, que alcanzaría al puesto 11 en la lista de álbumes en España. El extended play, incluyó la canción «Tus monstruos (Versión Dúo)» junto a Raoul Vázquez, que también fue incluida en su álbum debut. Ese mismo año, en septiembre lanzó una reedición de la canción «Jaque al Rey» junto a Edurne, que formaría parte, también, de su primer trabajo discográfico.
En abril de 2020, publicó «Búnker», anunció su álbum debut y las fechas de su Mía Tour. El repertorio de los conciertos, incluiría temas de su primer álbum y de su EP anterior Dormida.En verano, la cantante lanzó su primer álbum de estudio, Como Ves, No Siempre He Sido Mía…, que incluyó colaboraciones con Edurne, Lola Índigo, Manel Navarro y Raoul Vázquez.Su álbum debut se estrenó en el puesto número 9 en la lista de ventas oficial española, posicionandola en la industria española, como una futura promesa del pop.
El disco fue bien recibido por la crítica, destacando su carácter introspectivo y emocional. La revista Odi O'Malley señaló que el álbum «narra la historia de alguien que se independiza de sus necesidades emocionales».
En septiembre de 2020, estaba previsto que Aguilera iniciase su primera gira en solitario, Mía Tour, que recorrería diversas ciudades de España.Sin embargo, debido a la Pandemia de COVID-19 los conciertos fueron reprogramados y llevarían a cabo en 2021. Ese mismo mes y tras la repogramación del Mía Tour, publicó una versión acústica de su sencillo «Mía: Unplugged».El 27 de noviembre, publicó su sencillo «La Tirita» junto a Lola Índigo, canción con la que Aguilera debutaría por primera vez en la lista oficial de ventas española, alcanzando el puesto 32.

### 2021–2022:Superpop y Tour
En 2021, el 9 de abril estrenó «FUCK OFF» en colaboración con el rapero Walls. El 28 de mayo llegó «Cristal», una balada «de lo más fuerte y sincera tras la cual se esconde una gran empatía e inteligencia emocional». El 1 de septiembre, Belén presentó «Tirando de Carrete», un sencillo que supuso un adelanto del sonido que más tarde caracterizaría su segundo álbum, Superpop. El 5 de noviembre fue lanzando el último single previo al lanzamiento del álbum, «CAMALEÓN». Ese mismo día se publicó su videoclip en el que participaron concursantes de la primera temporada de Drag Race España.
En enero de 2022, Aguilera lanzó su segundo álbum de estudio, Superpop, con el que logró debutar en lo más alto de la lista de álbumes en España. En febrero se embarcó en el Superpop Tour con diferentes fechas en varias ciudades españolas. El 15 de marzo, fue anunciada como ganadora del Premio Odeón a artistas revelación pop. En abril de ese mismo año actuó en el festival de Los 40 Primavera Pop en Madrid. El 27 de mayo publicó su sencillo «ANTAGONISTA».
Durante los meses de junio fue el acto de apertura de la gira Alicia + Keys World Tour de Alicia Keys, en Milán y Barcelona, los días 28 y 30 de junio respectivamente.
Debido a la alta demanda realizó una segunda etapa del Superpop Tour donde actuó en el Coca Cola Music Experience de Madrid y varios festivales. La segunda etapa del tour comenzó en Granada, España y finalizó en marzo de 2023 en la Sala Paris 15 de Málaga, España. En esta segunda etapa de la giro, visitó por primera vez Canarias y añadió nuevas fechas en diferentes ciudades, además de repetir en aquellas como Barcelona, en la Sala Razzmatazz, o Madrid, en el Circo Price.

### 2023–2024:Metanoiay otros proyectos
En enero de 2023, un «extraño fenómeno» viral en redes catapultó «ANTAGONISTA» al top 30 de Spotify España y al de la lista Top Viral Global de Spotify, además de convertirse en la primera entrada, en solitario, en la lista oficial de ventas española, en el puesto 26.
Más tarde, Aguilera anunció estar trabajando en un nuevo EP, cuyo primer adelanto fue «GALGO», lanzado el 24 de febrero de 2023. En marzo, llegó “PAS”, siglas de «Persona Altamente Sensible», en colaboración con Pimp Flaco. En abril, publicó «NADIE ME HA PREGUNTADO». En mayo continuó con «ILUSIÓN ÓPTICA». Poco antes del lanzamiento completo del EP, el 28 de junio, estrenó «LICÁNTROPO».
Finalmente, el 30 de junio de 2023, Aguilera publicó el extended play Metanoia, compuesto por siete canciones que exploran una faceta más introspectiva y experimental de su música. Tras el lanzamiento, se presentó en diversos festivales españoles. En noviembre se embarcó en el Metanoia Tour, con dos fechas en el Live Las Ventas en Madrid y otras dos en la sala Razzmatazz de Barcelona. Ese mismo mes, se llevaron a cabo los Premios GenZ, donde estaba nominada en la categoría musical. En diciembre y en colaboración con Mahou, anunció el resto de fechas de la gira que se llevó a cabo durante 2024.
En febrero de 2024, Aguilera participó en el festival Nevalia, celebrado en las pistas de esquí de Formigal, a 2.000 metros de altura. Esta experiencia única le permitió ofrecer un concierto en un entorno inusual, que describió como «un oasis en medio de la nada». En ese mismo festival, habló sobre su próximo trabajo discográfico y lo describió como algo «global, que reunirá todos esos sonidos pop que he experimentado».El 8 de marzo, lanzó el single «Thelma & Louise», en colaboración con Julieta. Ese mismo mes, arrancó la segunda etapa del Metanoia Tour. El 28 de junio, publicó el tema «Como en un Drama Italiano». Esta canción fue entendida como un adelanto de una nueva etapa artística.En verano se presentó en los Sanfermines y en festivales como el Concert Music Festival. Durante la gira, Aguilera creó un mashup titulado «LUNA X VÉRTIGO»,que fusiona su canción «VÉRTIGO» con «Hijo de la luna» de Mecano. La canción a modo de homenaje fue publicada en streaming el 26 de julio, y fue bien recibido por Ana Torroja, exvocalista del grupo.
En octubre, participó como jurado invitada en el cuarto episodio de la cuarta temporada Drag Race España. Su tema «ANTAGONISTA» fue elegido para el lip-sync final. El 22 de diciembre fue invitada a actuar «Como en un Drama Italiano» junto a Ana Mena, en su Gran Bellodrama, en el Wizink Center de Madrid.

### 2025–presente:Anelay Sony Music
En enero de 2025, en un evento de HIGHTALKS afirmó que su tercer álbum de estudio «es una ruptura con lo anterior por completo». En febrero, Belén Aguilera anunció una colaboración con Clean Bandit, y actuó junto al grupo en el London Palladium. Después de su ausencia en redes sociales, para enfocarse en su próximo proyecto, en una entrevista comentó que el álbum vería la luz «en breves». En marzo, anunció su fichaje por Sony Music, lo que marcó un nuevo capítulo en su carrera. Además, este mismo año tiene previsto un concierto en el Movistar Arena de Madrid el 12 de octubre de 2025, y otro en el Sant Jordi Club de Barcelona el 8 de noviembre de 2025 .
Durante la semana del 5 de mayo, archivó todas sus publicaciones en Instagram, y el 7 de mayo publicó en Twitter e Instagram un vídeo promocional bajo el título «Anela. 2025».El 14 de mayo, anunció que «Anela» será el título de su cuarto álbum de estudio, junto a la portada y el listado de canciones que forman el álbum.El viernes 23 de mayo de 2025, publicó «Laberinto», el primer sencillo de Anela.

## Discografía
Álbumes de estudio
- Como Ves, No Siempre He Sido Mía… (2020)
- Superpop (2022)
- Anela (2025)

EP
- Dormida (2019)
- Metanoia (2023)

## Giras
- 2021: Mía Tour
- 2022-2023: Superpop Tour
- 2023-2024: Metanoia Tour
- 2025: